# Kapelle Bartshausen

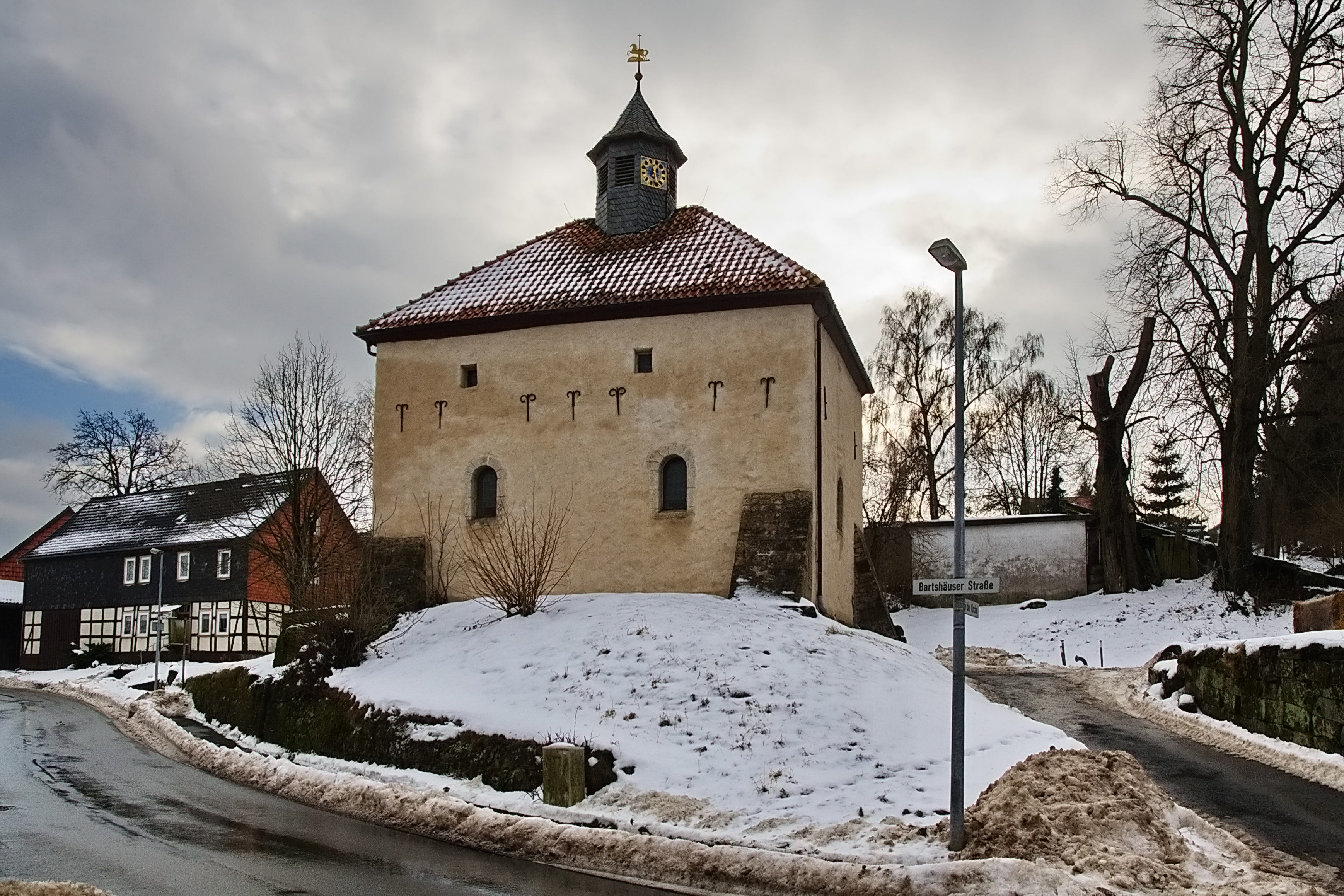
Kapelle Bartshausen

Die denkmalgeschützte Kapelle Bartshausen steht in Bartshausen, einem Ortsteil der Stadt Einbeck im Landkreis Northeim von Niedersachsen.

## Beschreibung
Die Kapelle wurde im Jahr 1562 erstmals erwähnt, wurde jedoch bereits im 12. oder 13. Jahrhundert errichtet. Die zweigeschossige Wehrkirche aus verputzten Bruchsteinen hat ein Obergeschoss mit fünf Schießscharten, das den Dorfbewohnern als Zuflucht diente. Die Bogenfenster im Erdgeschoss wurden erst 1904 eingesetzt. Der Dachreiter auf dem Walmdach wurde erst bei der Renovierung 1956 aufgesetzt. 